# Col·lectiu GRRR
GRRR és un col·lectiu sense ànim de lucre, format l'any 1994 per un grup de persones obsessionades pel disseny gràfic. La seva fundació està directament lligada amb el projecte d'edició de la revista GRRR, especialitzada en disseny gràfic. Aquest va ser des d'un principi l'objectiu principal del grup: crear una revista de disseny gràfic davant la manca de publicacions d'aquest àmbit que hi havia al país. El Col·lectiu GRRR es defineix com un grup obert, pel qual han passat un gran nombre de professionals.

## Membres, filosofia i manifest del col·lectiu
Des dels seus inicis, el grup està integrat per uns membres fixes i per altres d'esporàdics. Els membres fixes són: Jaume Aymerich, Andreu Balius, Joan Carles Casasín, Ramon Castillo, Rosa Llop, David Molins i Jaume Pujagut. Altres membres que han format part del grup són: Màrius Alegre, David Arnaiz, Xènia Bastida, Marco Bellonzi, Laura Bicardi, J. M. Campaña, Luca Cappuccio, Albert Carles, David Casacuberta, Rosa Castells, Oscar Clemente, Gloria García, Jonathan García, Raul Goñi, Txell Gràcia, Vicenç Escobedo, Manel Grávalos, Laudelino L. Q, Hector Lorenzo, Esther Maré, Adela Martínez, Quim Martell, Mònica Mestanza, Mich Micenmacher, Dani Navarro, Manel Olivella, Neus Pacheco, Robert Pallás, David Parcerisa, Ricardo de Paz, Raquel Pelta, Albert Pereta, Eva Picó, Alex Prieto, Joan Pujagut, Arcángela Regis, Miquel A. Rodríguez, Albert Rojo, Mireia Ruiz, David Santamaría, Angela Sanz, Ovidi Silvela, Marta Solano i Jordi Villafranca.
La filosofia del GRRR es pot resumir com la defensa del fons sobre la forma, dels continguts –els textos– per sobre de la imatge, i la reflexió i l'anàlisi dels processos com a prioritat per damunt de la simple mostra de productes acabats.
“Es tracta d'explicar per què es fan les coses, qui les demana, per què es demanen, i com s'ha produït tot el procés”., El disseny gràfic lliure.
El Manifest GRRR defineix la seva manera d'entendre el disseny:
1. Grrr és un projecte col·lectiu.
2. Ens interessa el disseny gràfic.
3. Ens interessa més el contingut que la forma.
4. Filosofia oberta, productes tancats.
5. Tenim l'objectiu d'investigar, criticar, experimentar, analitzar...
6. Apostem per obrir-nos al nostre entorn social
7. Volem créixer i gaudir d'una estructura factible i sense ànim de lucre.
8. Estem oberts a la incorporació de persones que comparteixen el nostre interès pel disseny gràfic i no necessàriament hem de compartir les mateixes opinions.
9. Els membres del col·lectiu defendran aquest manifest.
10. En un armari de deu penjadors hi ha espai per tota mena de roba; els dictàmens de la moda són molt esclaus: a vegades hem de renovar el vestuari.

## Revista GRRR
La Revista GRRR neix l'estiu del 1994 amb continguts específics sobre disseny gràfic. S'han publicat un total de 18 números –del 0 al 17–, impresos a una tinta com a senyal d'identitat d'una revista que rebutja l'esperit comercial amb un to crític, analític i de lliure opinió. La revista es va deixar de publicar l'any 2010.
Era el mateix col·lectiu qui generava els continguts de cadascun dels números i qui convidava altres professionals a col·laborar-hi a través de diferents articles i entrevistes. D'entre les entrevistes destaca la de Saul Bass –núm. 2– al qual se'l va entrevistar pocs mesos abans de la seva mort, i la de Rudy Vanderlans, un dels creadors de la revista Emigre, en el núm. 9.
Els membres del col·lectiu s'encarregaven del disseny i la producció de la revista, en un sistema rotatori de responsabilitats, cosa que li atorgava dinamisme. El funcionament va ser similar al d'una petita editorial independent.

## Festa del Grafisme
La Festa del Grafisme és una festa que des del 2008 organitza el Col·lectiu GRRR i que se celebra a Portbou un cop acabada la temporada d'estiu, just abans d'inicir-se el curs acadèmic. Principalment està dirigida a tots aquells interessats en l'àmbit del disseny gràfic, siguin professionals o no. “L'esperit "slow", amb un aire de retrobament de final de vacances i, fins i tot, amb una radiació de fons hippie (hippie contemporània) van casar amb una certa dinàmica d'universitat d'estiu”
El programa de la Festa del Grafisme inclou diferents activitats: exposicions, tallers, taules rodones i conferències, que han comptat, entre els seus convidats, amb dissenyadors de renom com: Mario Eskenazi, Isidro Ferrer, David Quay, Alvaro Sobrino, George Hardie i Peret. A més, també han participat músics i periodistes.

## Altres activitats
El Col·lectiu GRRR destaca també per altres activitats com: l'Escola GRRR, Papermania, participació en diferents exposicions i col·laboracions amb altres publicacions.

### Escola GRRR
L'any 2006 va néixer l'escola GRRR, un projecte educatiu amb l'objectiu d'aprendre els uns dels altres, mitjançant un procés col·laboratiu on tothom podia participar. L'escola es va muntar sobre dos pilars: un taller/workshop i una conferència, demo, o passi de vídeo. Les trobades tenien lloc l'últim dissabte de cada mes, des d'octubre fins a juliol. Els tallers estaven basats en un model d'economia del coneixement. Això vol dir que els participants havien d'oferir quelcom intangible a canvi, és a dir, des d'un altre taller, conferència, fins a una feina específica en alguna activitat relacionada com ajudar a l'organització.

### Papermania
"Papermania es un precioso punto de encuentro organizado por el colectivo Grrr para aquellos que aún están enamorados del olor de la tinta, del tacto del papel y por supuesto, están fervientemente enamorados del diseño gráfico."

### Exposicions i col·laboracions
El col·lectiu ha participat en dues exposicions: “Impresos Efímers” a la galeria Urania de Barcelona, i “Un ruido secreto” dins de la programació del Festival de Música Primavera Sound. Ambdues exposicions van estar comissariades i muntades pel col·lectiu buscant la participació i la promoció de dissenyadors gràfics de tot el món. El col·lectiu també ha mantingut col·laboracions puntuals amb publicacions com “Transversal”, “Visual” i la publicació anglesa “Feeding Squirrels to the nuts”.

## Reconeixements
- 2009, selecció Premis Laus de disseny gràfic per la portada del número 15 de la publicació
- 2006, nominació Premis Laus de disseny gràfic pels cartells de l'Escola Grrr
- 2005, nominació Premis Laus de disseny gràfic per la portada i el disseny de la revista número 13 de la publicació.
- 2003, nominació Premis Laus de disseny gràfic pel disseny de la revista número 10 de la publicació
- 2003, Medalla Fad de reconeixement del treball com a col·lectiu en pro del disseny gràfic
- 1999, Selecció Premis Laus de disseny gràfic pel disseny de la revista número 5 de la publicació
- 1996, Beca KRTU